# The Promise (film 1913)
The Promise è un cortometraggio muto del 1913 diretto da Warwick Buckland.

## Trama
Il figlio del vicario salva un signorotto dai ladri e sposa la fidanzata di suo figlio.

## Produzione
Il film fu prodotto dalla Hepworth.

## Distribuzione
Distribuito dalla Hepworth, il film - un cortometraggio di 442 metri - uscì nelle sale cinematografiche britanniche nel giugno 1913.
Si conoscono pochi dati del film che, prodotto dalla Hepworth, fu distrutto nel 1924 dallo stesso produttore, Cecil M. Hepworth. Fallito, in gravissime difficoltà finanziarie, il produttore pensò in questo modo di poter almeno recuperare il nitrato d'argento della pellicola.